# Mark Lall
Mark Lall (Paramaribo, 16 maart 1982) is een Surinaams bestuurder en ondernemer. Hij is ondernemer in de visserij en sinds 2009 als bestuurslid betrokken bij het Visserscollectief. Tijdens de verkiezingen van 2020 was hij kandidaat voor de VHP in het district Commewijne.

## Biografie
Lall is geboren in Paramaribo en opgegroeid in Commewijne. Tijdens zijn geboorte was er sprake van een avondklok in Suriname en was zijn moeder door de militairen naar het 's Lands Hospitaal vervoerd. Hij is opgegroeid in een christelijk huis vervulde allerlei functies in Volle Evangeliegemeentes, waaronder als muziekleider en organist. Lall komt uit een familie waarin meerdere generaties hebben gewerkt als visser. Zijn vader bouwde het bedrijf MAFICO in deze sector op.
Na zijn schooltijd in Commewijne ging hij naar Paramaribo voor vervolgstudie. Hij studeerde vanaf 2002 rechten aan de AdeKUS en slaagde hier in 2007 met een bachelordiploma. Na zijn studie richtte Lall zijn eigen onderneming op in de visserijsector. Als bestuurslid van het Visserscollectief volgde hij een aantal trainingen, waaronder in capacity building en management voor vissers door de Caribbean Network of Fisherfolk Organisations (CNFO), de Caribbean Regional Fisheries Mechanism (CRFM), het World Wildlife Fund (WWF) en het Ministerie van Landbouw, Veeteelt en Visserij (LVV).
In 2007 werden vissers bedreigd en beroofd door piraten voor de zeekust. Vijf visondernemers zochten steun bij het ministerie van Justitie en Politie die dit jaar voor het eerst voor de kust zeepiraten op heterdaad wist aan te houden. In december 2007 richtten de ondernemers het Visserscollectief op; in 2017 kreeg het collectief een officiële status met de inschrijving bij de Kamer van Koophandel en Fabrieken.
In 2009 trad Lall aan als secretaris van het Visserscollectief. De organisatie neemt het op voor met name kleine vissers. Rond december 2017 wisselde hij van bestuursfunctie en was hij circa drie jaar voorzitter van het collectief. In 2018 nam hij het op tegen vissers met hektrawlers uit China die de Surinaamse wateren binnenvoeren. Met een aantal Surinaamse visserijbedrijven organiseerde hij onder meer een petitie hiertegen. De strijd tegen de hektrawlers was uiteindelijk succesvol. Hij heeft kleine vissers in Suriname vertegenwoordigd in ngo's en gouvernementele organisaties als de LVV Raad van Overleg voor de Zeevisserij (ROZ).
Teleurgesteld door de falende economische situatie in Suriname, werd hij begin 2019 actief voor de VHP. Voor deze partij kandideerde hij in Commewijne tijdens de verkiezingen van 2020.